# Entodon ampliretis
Entodon ampliretis là một loài Rêu trong họ Entodontaceae. Loài này được (Sull.) A. Jaeger mô tả khoa học đầu tiên năm 1878.